# Кубики (игрушка)

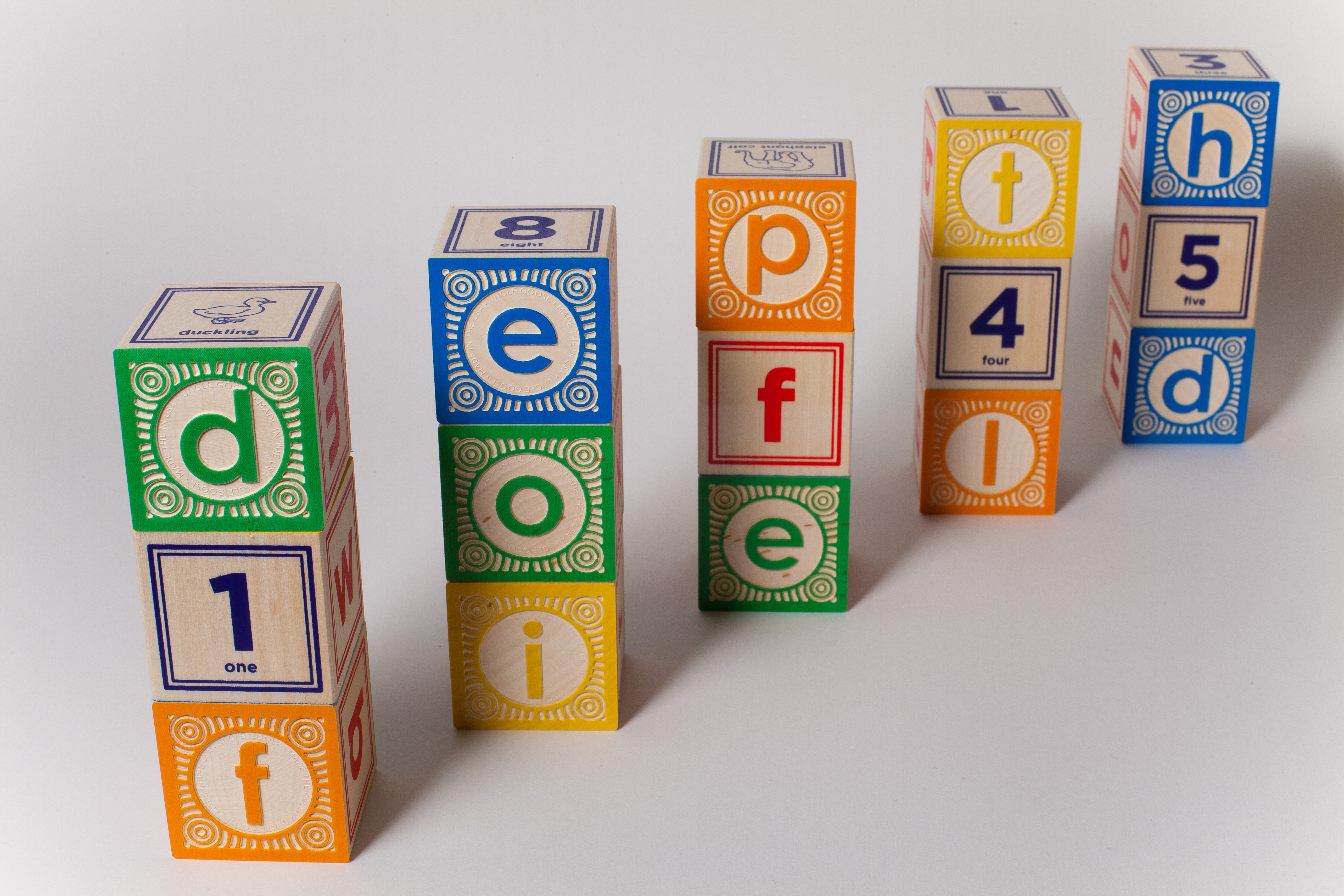
Деревянные кубики.

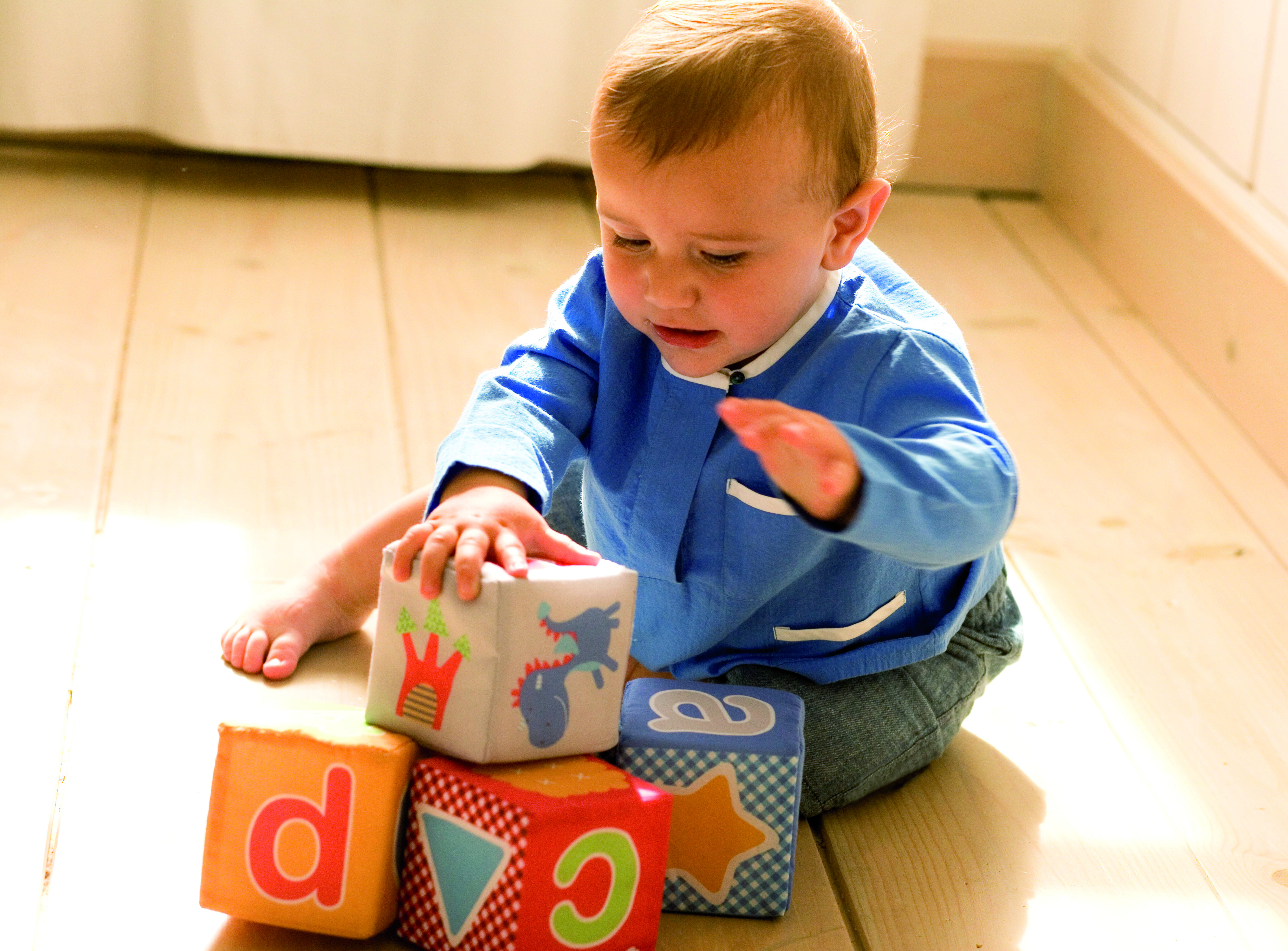
Ребёнок играет в кубики.

Кубики (а также деревянные кубики, кубики из дерева, деревянный конструктор и тому подобное) — детская игрушка, выполненная из дерева, в последнее время из других материалов (пластмасса).
По форме кубики изготавливаются в виде куба, цилиндра, шара, прямоугольного параллелепипеда, тетраэдра и других форм. Довольно часто на кубики наносят различные картинки, а также буквы алфавита. Простые деревянные кубики использовались в качестве игрушек на протяжении многих столетий.

## История
Упоминания о кубиках или «игральных костях» с начертанными на них буквами, использовавшихся в качестве развлекательных учебных пособий, встречаются в произведениях английского писателя и изобретателя Хью Плата (его книга 1594 года «Драгоценный дом искусства и природы») и английского философа Джона Локка (его эссе 1693 года). Мысли о воспитании.  Плат описал их как «ребенка, который много играет с ними, и которому всегда говорят, какая буква случается, скоро выучит свой алфавит», а Локк отметил: «Таким образом, детей можно обмануть в знании Буквы; научитесь читать, не воспринимая это как нечто иное, как спорт».
Профессор урбанистики Пенсильванского университета Витольд Рыбчински обнаружил, что самое раннее упоминание о строительных кирпичиках для детей встречается в «Практическом образовании» Марии и Р.Л. Эджворт (1798). Названные «рациональными игрушками», блоки были предназначены для обучения детей гравитации и физике, а также пространственным отношениям, которые позволяют им увидеть, сколько разных частей становится целым.  В 1837 году Фридрих Фребель изобрел дошкольное образовательное учреждение Kindergarten. Для этого он разработал десять подарков Фребеля, основанных на принципах строительных блоков. В середине девятнадцатоговека Генри Коул (под псевдонимом Феликс Саммерли) написал серию детских книг. Книга рассказов Коула из The Home Treasury включала коробку с терракотовыми игрушечными блоками и, в сопроводительной брошюре «Архитектурное времяпрепровождение», настоящие чертежи.
В 2003 году Национальный зал славы игрушек в музее The Strong в Рочестере, штат Нью-Йорк, включил блоки ABC в свою коллекцию, присвоив им титул одной из американских игрушек национального значения.
1693: Английский философ Джон Локк предложил нанести на кубики буквы алфавита, тем самым превратив их в полезную образовательную игрушку.
1820: Первое крупное производство деревянных кубиков было открыто в США в городе Бруклин. С. Л. Хилл запатентовал технологию нанесения цвета на кубики.
1837: Фредерих Фребель открыл в Бланкенбурге (Тюрингия) учреждение для игр и занятий детей младшего возраста, на основе которого разработал идею детского сада. Фребель предложил особый дидактический материал, т. н. «дары» Фребеля, представлявшие систему занятий игр с мячами и геометрическими телами — шариками, кубиками, цилиндрами, брусочками и всё более мелкими и разнообразными их членениями.
1900: Каролин Пратт изобретает «Unit Block» — стандартизированные деревянные кубики. Стандартный размер кубика был 5.5 дюймов в длину, 2.75 в ширину, 1.375 в высоту. Кубики больших размеров производились в двукратном и четырехкратном размерах. Кубики меньших размеров изготавливались в различных долях от стандартных размеров.

## Образовательные льготы
Блоки с цифрами, буквами и картинками
- Физические преимущества: игрушечные блоки укрепляют пальцы и руки ребенка и улучшают зрительно-моторную координацию. Они также помогают обучать детей различным формам.
- Социальные преимущества: игра с кубиками побуждает детей заводить друзей и сотрудничать, и часто это один из первых опытов, который ребенок получает, играя с другими. Кубики полезны для детей, потому что они стимулируют взаимодействие и воображение. Творчество может быть комбинированным действием, важным для социальной игры.
- Интеллектуальные преимущества: дети потенциально могут развивать свой словарный запас, когда учатся описывать размеры, формы и положения. Математические навыки развиваются в процессе группировки, сложения и вычитания, особенно с помощью стандартных блоков, таких как единичные блоки. Опыты с гравитацией, балансом и геометрией, полученные с помощью игрушечных блоков, также обеспечивают интеллектуальную стимуляцию.
- Творческие преимущества: дети получают творческую стимуляцию, создавая свои собственные конструкции из кубиков. [11][12][13]
- Языковые навыки: когда дети участвуют в регулярных играх с кубиками, у них лучше развиваются языковые навыки.